# Nana di ghiaccio
L'espressione nana di ghiaccio è stata introdotta negli anni novanta per designare oggetti del sistema solare caratterizzati da dimensioni molto maggiori rispetto a quelle tipiche delle comete ma inferiori a quelle dei corpi planetari, e da un quantitativo di ghiaccio superiore rispetto a quello comunemente presente negli asteroidi. Tale classificazione non è stata accolta dall'Unione Astronomica Internazionale ed è in uso soltanto tra alcuni studiosi.
Probabilmente è appropriato considerarli nuclei di comete grandissime, del diametro di centinaia di chilometri, che popolano in numero elevatissimo la fascia di Kuiper e la Nube di Oort. Chirone è un tipico rappresentante di questi oggetti del nostro sistema solare scoperti da un tempo relativamente breve. Alcuni scienziati considerano Plutone una nana di ghiaccio, più che un pianeta nano.
È stato ipotizzato che, di tanto in tanto, una nana di ghiaccio, perturbata nella sua orbita, scenda fin nella parte interna del sistema solare, dove può spezzarsi in vari frammenti ed entrare in collisione con i pianeti terrestri.
Secondo Alan Stern del Southwest Research Institute ci sarebbero miliardi di nane di ghiaccio oltre Nettuno e i pianeti esterni sembrano mostrare segni di collisione con oggetti di questo tipo aventi dimensioni di 1000–2000 km di diametro. L'asse di rotazione di Urano potrebbe essere stato inclinato dall'incontro con una nana di ghiaccio e Tritone, il più grande satellite di Nettuno, potrebbe essere una nana di ghiaccio proveniente dalla fascia di Kuiper e catturata dal pianeta.